# Џуно (филм)
Џуно (енгл. Juno) je америчко хумористичка драма из 2007. године режисера Џејсона Рајтмана. Елен Пејџ глуми Џуно, тврдоглаву тинејџерку која се суочава са непланираном трудноћом и каснијим догађајима који је терају да одрасте прије времена. У филму глуме и Мајкл Сера, Џенифер Гарнер и Џејсон Бејтман. Снимање је трајало од фебруара до марта 2007. године, a одвијало се у Ванкуверу, Британска Колумбија. Филм је премијерно приказан 8. септембра 2007. године на Међународном филмском фестивалу у Торонту.
Филм је освојио Оскара за најбољи сценарио, а био је номинован у још три категорије, укључујући најбољи филм и најбољу глумицу који је добила Пејџова. Музика филма, гдје је неколико пјесама радила Кимја Доусон са своја два бенда Ентси пентс и Молди пичиз, била је најбоље продавана филмска музика још од Комади из снова и прва најпродаванија филмска музика 20th Century Foxa од Титаника. Џуно је у првих двадесет дана зарадио 6,5 милиона долара који су били уложени у продукцију филма, иако је 19 дана био приказиван само у одабраним биоскопима. На крају је зарадио 35 пута више новца од уложеног и тиме је постао најуноснији филм свог дистрибутера, Fox Searchlight Pictures.
Џуно је добио бројне позитивне критике, а многи критичари су овај филм укључили у своје листе десет најбољих филмова године. Филм је такође добио и много, како похвала тако и критика, како група које се противе абортусу, тако и оних који се залажу за право избора.

## Радња
Шеснаестогодишња средњошколка Џуно Макгаф (Елен Пејџ) из Минесоте открива да је трудна: отац дјетета је њен пријатељ Поли Бликер (Мајкл Сера). Иако је у почетку одлучила да абортира, убрзо мијења мишљење и одлучује да смисли план за усвајање детета. Уз помоћ своје пријатељице Лије (Оливија Тербли), Џуно почиње да претражује огласе у локалном часопису Пенисејвер како би пронашла нове родитеље за своје дијете. Убрзо проналази пар за који мисли да ће дјетету пружити адекватно старатељство. Пошто је заједно са својим оцем, Меком (Џ. К. Симонс), упознала Марка и Ванесу Лоринг (Џејсон Бејтман и Џенифер Гарнер) у њиховом отмјеном дому пристаје да њих двоје усвоје њено дијете.
Ванеса се почиње понашати нервозно што додатно отежава њен однос са Џуно. Али, Џуно и Лија угледају Ванесу у трговачком центру како се не сналази са дјететом своје сестре. Џуно охрабри Ванесу да поразговара са дјететом у својој утроби које се почело помјерати. С друге стране, Џуно се одмах спријатељује с Марком, с којим жели дијелити љубав према панк рок музици и хорор филмовима. Марк, који је запоставио свој рок бенд из младости, ради код куће компонујући џинглове за рекламе. Џуно неколико пута долази код њега, игноришући упозорење своје маћехе Брен (Алисон Џени) да не би требало да проводи толико времена са ожењеним човјеком.
Како трудноћа све више одмиче, Џуно мучи осјећаји које гаји према оцу дјетета, Полију, који је очито, иако пасивно, заљубљен у њу. Џуно наставља са својим наизглед индиферентном ставу према Полију, али након сазнања да је он позвао другу дјевојку на матурско вече, Џуно се осећа повређеном што доводи до свађе између њих двоје у којој Поли подсећа Џуно да је она сама захтијевала да остану на дистанци и признаје јој да је заљубљен у њу. Џуно му открива да ни она није равнодушна.
Нешто прије самог порода, Џуно поново посјети Марка, а њихов однос постаје изразито емоционалан. Марк јој каже да напушта Ванесу. Ванеса стиже кући и, на њено запрепаштење, Марк јој каже да се не осјећа спремним постати отац те да још постоје ствари које би волио остварити - снови које Ванеса није спремна дијелити. Џуно гледа како се брак Лорингових распада, одлази аутом и расплаче се поред пута прије него што је донијела одлуку. Вративши се Лоринговима, оставља цедуљицу.
Након срдачног разговора са оцем, Џуно схвати да воли Полија. Одлази му и каже му да га воли, а он јој даје до знања да су осјећаји обострани. На трци, Поли примијети да Џуно није на трибинама и схвати да је сигурно на порођају; отрчи до болнице како би био с њом . Он стиже у болницу и схвати да се Џуно породила те је утјеши након што се она расплакала. Ванеса долази у болницу гдје пуна среће узима дјечака као самохрана мајка. На зиду дјететове собе, Ванеса је окачила уоквирену Џунину поруку-упућену само њој-на којој пише: „Ванеса: Ако си још заинтересована, и ја сам. Џуно“. Филм завршава са Џуно и Полијем како свирају гитару и пјевају заједно, након чега слиједи пољубац.

## Улоге
| Глумац         | Улога         |
| -------------- | ------------- |
| Елен Пејџ      | Џуно Макгаф   |
| Мајкл Сера     | Поли Бликер   |
| Џенифер Гарнер | Ванеса Лоринг |
| Џејсон Бејтман | Марк Лоринг   |
| Алисон Џени    | Брен Макгаф   |
| Џеј Кеј Симонс | Мек Макгаф    |
| Оливија Терлби | Лија          |
| Рејн Вилсон    | Роло          |

## Теме
| „               | На филм можете гледати на начин да слави живот и рођење дјетета, или га можете гледати као филм о слободоумној дјевојци која бира да настави бити слободоумна. Или на њега можете гледати као на неку увијену љубавну причу, знате, медитацију о зрелости. | ” |
| — Дијабло Коди, | |   |

Заједно са још два филма из 2007. о женама које се суочавају са непланираном трудноћом, Заломило се и Рецепт за живот, неки су критичари интерпретирали како се Џуно противи абортусу. Ен Халберт из часописа Slate сматрала је Џуно „пуризмом који брани обе стране, и оне који се противе абортусу, и оне који се залажу за могућност избора“, док је Џеф Доусон из The Sunsay Timesa написао како је филм неминовно смјештен у „поджанр нежељене трудноће“ заједно са Заломило се и Рецептом за живот због сличне теме, али је додао како је конзервативна интерпретација филма („за живот“) само „замутила воду“. Хедли Фримен из The Guardiana критиковала је Џуно због „комплетирања хет-трика америчких комедија у посљедњих 12 мјесеци које представљају абортус неразумним, или чак незамисливим“, иако је нагласила, „Не могу да вјерујем да је иједан од ових филмова свјесно осмишљен као антиабортус пропаганда.“ А. О. Скот из The New York Timesa сложио се са тим како Џуно има „подтему, поруку која се не противи абортусу него се више обраћа одраслима.“ Елен Пејџ је коментарисала, „Највише ме иритира кад људи филм назову проживотним, што је апсурдно... Најважнија ствар је да постоји избор, а филм то у потпуности показује.“ И Коди и Пејџ су отворено изјавиле да су за избор по питању абортуса.; Рајтман је рекао како је „фантастично“ да и конзервативније и либералније групе прихватају филм. Рекао је да се „Џуно чини као огледало, а људи (са обе стране) се огледају у њему.“
Други критичари означили су филм феминистичким због нетипичног приказ Џуно као самопоуздане и интелигентне тинејџерке. Антифеминиста Филис Шлефи је написао да тема филма „није љубав, романса или поштовање живота, него тријумф феминистичке идеологије, неважности мушкараца, поготово очева.“Весли Морис из The Boston Globea је нагласио да „Џуно приказује опуштене, интелигентне дјевојке које се ријетко могу видјети на филму.“ Коди је коментарисала писање сценарија ријечима: „Жене су паметне, жене су духовите, жене су бистре, а хтјела сам показати да су ове дјевојке од крви и меса, а не стереотипне тинејџерке које често виђамо у медијима.“ и „У прошлости је недостајало аутентичних ликова тинејџерки ... Писање овог сценарија видјела сам као прилику да створим женску икону.“ Пејџ је хвалила филм због позитивног приказа тинејџерки, описујућилик Џуно као „освјежавајућу и отворену за нове могућности онога што младе жене могу бити“ и „искрену, али оригиналну, потпуно поштеђену свих стереотипа“, иако је нагласила да „Дјевојке прије нису имале такав тип јунакиње. Ми немамо свог Ловца у житу.“ Критиковала је медијску перцепцију свог лика као „снажне жене“, наглашавајући да је Џуно којим случајем мушки лик, „снага“ лика не би била толико упечатљива.

## Продукција

### Развој
Дијабло Коди је за писање сценарија прво контактирао филмски продуцент Мејсон Новик, који јој је претходно понудио уговор за књигу њених мемоара, Candy Girl: A Year in the Life of an Unlikely Stripper, након што је открио њен блог о стриптизу. Наговорио ју је да адаптира књигу за филм, али и предложио да прво напише сценаристички примјер који би се показао филмским студијима, а тај примјер је постао Џуно. Након што је одлучила адаптирати причу, Коди је прикупила приче својих биолошких родитеља и усвојитеља, укључујући оне њеног тадашњег мужа, својевременог усвојеног дјетета који је пронашао своје биолошке родитеље након што је она написала сценарио. Инспирацију је пронашла и у причи блиске пријатељице која је остала трудна у средњој школи, а искористила је и неке њене детаље у филму, као што је свађа са техничарком ултразвука. Већина филма је, међутим, темељена на Кодиним стварним средњошколским искуствима: ходала је са дечком који је волио тик-так као Поли, била је најбоља пријатељица са навијачицом као што је Лија, а и користила је хамбургер-телефон идентичан ономе који се појављује у филму. Након што је написала сценарио у седам седмица на одјелу Starbucksa центра Target у Минеаполису у држави Минесота, Коди је упоредила писање са дисањем, видјевши Џуно као продужетак саме себе.
Новик је послао Кодин сценарио свом пријатељу Џејсону Рајтману; кад је Рајтман прочитао тек пола сценарија, помислио је, да не режира филм, жалио би ту одлуку до краја живота. Рајтман у почетку није знао хоће ли добити посао редитеља, јер његов први филм, Хвала што пушите, још није био објављен, па није имао потписа на дугометражном филму. Други редитељи, укључујући Брета Симона, такође су били у конкуренцији за редитељском столицом, али је Рајтман изабран што је пореметило његов рад на властитом сценарију. Коди каже како је при писању сценарија имала циничан став („Никад нисам ни помислила како би филм могао бити продуциран“), а филм је уистину каснио због финансијских проблема. Након што је његова контроверзна природа уплашила већину великих студија, продукцију је преузела продукцијска компанија Џона Малковича, Mr. Mudd. Касније јује преузела компанија Mandate Pictures копродуцента Џима Милера.

### Кастинг
Након што му се претходно свидјела њена глума у филму Горки слаткиш, Рајтман је за главну улогу изабрао Елен Пејџ, рекавши како ју је још током читања сценарија замишљао у улози насловне јунакиње. Посјетио ју је на сету филма на којем је радила и понудио јој улогу. Однио је сценарио и Џ. К. Симонсу, који је наступио и у његовом претходним филму, Хвала што пушите, не рекавши му како би требало да глуми Мека. Симонс је рекао како је након читања сценарија био задовољан и улогом средњошколског професора који није имао говорну улогу. Други глумци које је Рајтман „имао у виду још од почетка“ били су Оливија Трилби-која се оригинално неуспјешно пријавила за улогу Џуно-и Мајкл Сера. Одвео их је заједно са Пејџ и Симонсом у студио Panavision у Калифорнији и снимио 45 страница сценарија са камером од 35 милиметара на црној подлози. Презентовао је материјал Fox Searchlight-у са првом глумачком екипом. Нагласио је важност проба умјесто индивидуалних аудиција, рекавши: „Ово је филм који говори о односима и идеја аудиције глумаца одвојених једни од других није имала смисла.“
Џенифер Гарнер, која је прихватила мањи хонорар од обичног како би филм остао у оквиру зацртаног буџета, потврђена је од стране Рајтмана како је потписала за пројекат у јануару 2007. Након што је радила са Бејтманом на Краљевству, Гарнер га је препоручила Рајтману кад су се први пут сусрели, а Бејтман је добио улогу Марка, као задњи ангажовани глумац. Лукас МакФејден, познатији као Кат Чемист, Ди-Џеј и музички продуцент, појављује се у камео улози професора хемије. МакФејден је радио музику за Рајтмана кад је добио сценарио за Џуно, а редитељ га је позвао да се појави у филму.

### Снимање
Уз буџет од 6,5 милиона долара, Џуно је сниман у и око Ванкувера у провинцији Британска Колумбија, иако радњом смјештен у Минесоту, гдје се продукција оригинално требало да одвија. Иако се филмови често снимају на канадским локацијама које замјењују америчке због финансијских разлога, Рајтман је инсистирао да ради у Ванкуверу, а студио му није ни савјетовао да штеди новац.
Након минималних проба, продукција се одвијала од почетка фебруара и зашла у март 2007. Предвиђени распоред био је 6 седмица, од чега је 30 дана посвећено снимању. Екипа је намјеравала увести снијег за зимске догађаје, али је снијежило на самој локацији па је измијењен распоред снимања. Други помоћник редитеља Џоси Кепкун је рекао како је то резултовало ширим кадровима од оригинално планираних. Иако је филм сниман кадар по кадар, снимање посљедње сцене је заказано за посљедњи дан, а након дугог кишног раздобља, екипа је намјеравала зауставити продукцију и вратити се неколико мјесеци касније како би снимила сцену, смјештену у љетни период. Али, киша је престала падати и сцена је снимљена по сунцу. Посљедња сцена приказује Џуно и Полија како пјевају „Anyone Else But You“, групе The Moldy Peaches, а чланица бенда Кимија Доусон је посјетила сет како би разговарала са Елен Пејџ и Мајклом Сером како ће извести пјесму.

### Музика
Филм укључује неколико пјесама које изводе Кимија Доусон и њени бендови Ентси Пентс и The Moldy Peaches, које су уврштене на приједлог Елен Пејџ. Редитељ Џејсон Рајтман објашњава:
| „ | У једном сам тренутку питао Елен Пејџ, прије него што смо почели снимати, ' Шта мислиш шта Џуно слиша?' А она ми је рекла 'The Moldy Peaches.' Отишла је до свог рачунара, пустила пјесме, а мени су се свидјеле. Диабло и ја смо разговарали о уврштању пјесме како би је ликови пјевали једно другом. Ступио сам у контакт са Кимијом Доусон из The Moldy Peachesa, а она ми је почела слати своје материјале, који су били предивни, а већина је постала дио музике из филма. | ” |
| — | |   |

Рајтман је у почетку замишљао Џуно као обожаватељку глем рока, али је одбацио ту идеју као неаутентичну, те реко како жели да Џуно „буде заинтересована за реалну и аутентичну музику“, учинивши ју обожаватељком панк рока, укључујући The Runaways, Patti Smith и Иги Попа.
Рајтман је ступио у контакт са Доусон, и, након што је прочитала сценарио филма, сложила се са тим да се њене пјесме појаве у филму, пославши редитељу пакет ЦД-ова са око 120 пјесама. Пјесме је углавном објављивала сама Доусон која каже да није написала ништа посебно за Џуно те да су све пјесме биле снимљене и извођене прије него што је била контактирана од стране Рајтмана. Редитељ ју је замолио да додатно пресними инструментале, што је укључивало зујање преко стихова неких њених пјесама. Контактирао је и композитора Матеа Месину, са којим је сарађивао на филму Хвала што пушите, да компонује атмосферску музику. Дао је Месини колекцију Доусониних пјесама и рекао му д осмисли „звук филма“ преко инструменталне музике која прати квалитету снимања, тон, осјећај и невиност њене музике. Месина је одлучио имплементирати „бренчаву акустичну гитару која звучи јако лабаво, као Џуно.“ Експериментишући са разним гитарама, одлучио је искористити „Stellu“, кориштену гитару гитариста Билија Кеца коју је описао као „помало лимену, не савршено мелодичну, али посједује разне карактеристике.“ Кец је ангажован да одсвира дионице на акустичној класичној гитари, користећи притом „Stell-у“.
Пејџ је предложила и обраду „Sea of Love“ Кета Пауера, коју Рајтман у почетку није био спреман убацити у филм јер је била коришћена у филму Море љубави 1989, али је на крају одлучио да ће пјесма додати „нови поен“ реферисању на филмове. Сматрао је како пјесма „Superstar“ Sonic Youtha дефинише однос Џуно и Марка - Џуно више воли класичну верзију The Carpentersa из 1971. док се Марку више свиђа обрада Sonic Youtha из 1994. „A Well Respected Man“ The Kinksa је била пјесма коју је Рајтман повезивао са ликом из једног од његових претходних сценарија, а рекао је како му је било јако жао кад ју је искористио за сцену у којој гледаоци упознају Полија, иако савршено одговара сцени. Сурфајући iTunesom, пронашао је пјесму „All I Want Is You“ дјечјег композитора Берија Луиса Полисара, која је искориштена за уводну шпицу.
Аутор реклама Крис Корли, са којим је Рајтман претходно радио на групи реклама за Wal-Mart, компоновао је џингл за „Brunch Bowlz“ који Марк компонује у филму.

### Дизајн
Филм се одвија у три годишња доба, што редитељ Џејсон Рајтман обајшњава ријечима, „чинило ми се тако логичним кад сам проичитао сценарио, јер доба означавају три тромјесечја Џунине трудноће.“ Користио је различите боје како би представио ликове, као што су тркачке униформе и рана сцена са Џуно у црвеној јакни са капуљачом. Сценаристкиња Коди била је импресионирана сценографијом која је настала на темељу само неколико њених реченица у сценарију. За Џунину спаваћу собу је рекла како је била „веома емоционалан сет за мене јер ме подсјећала на моју малу постојбину из времена кад сам била тинејџерка.“ Сценограф Стив Саклад је дизајнирао Маркову и Ванесину кућу уз претпоставку да је „Ванеса већ прочитала сваки кућански часопис и покушала копирати оно што се у њима налази најбоље што зна.“ Костимографкиња Моник Придом је била номинована за свој рад на филму од стране Цеха костимографа. Ванесу је обукла у одјећу која је била „једноставна и врло укусна“, а Марка у конзервативну одјећу која се надопуњује с Ванесиним укусом. Пејџина је сугестија била да Џуно носи фланелне мајице и весте. Пејџ је уз то морала носити двије величине лажног трбуха који с леђа изгледа као корзет, те трећи „прави“ трбух који се може видјети у сцени на ултразвуку, као и разне величине разних груди. Снимак приказан на монитору ултразвука био је син техничара звука Скота Сандерса, Метјуа, а додан је у сцену током постпродукције.

## Дистрибуција

### Приказивање у биоскопима
Уз добро оцијењену претпремијеру 1. септембра 2007. на Telluride Film Festivalu, Џуно је премијерно приказан 8. септембра 2007. на Међународном филмском фестивалу у Торонту, а пропраћен је бурним овцијама, што је нагнало критичара Роџера Иберта да каже „Не знам кад сам чуо овако дуге, гласне и топле овације.“ Филм је приказан на Austin Film Festivalu, Римском Филм Фесту, Лондон Филм Фестивалу, Међународном филмском фестивалу на Бахамима, Međunarodnom Film Festivalu u St. Louisu, Međunarodnom Film Festivalu u Stockholmu, Међународном Филмском Фестивалу у Солуну, Међународном Филмском Фестивалу у Гижону, Међународном Филмском Фестивалу у Палм Спрингсу и Међународном Филм Фестивалу у Ротердаму, зарадивши притом много награда и номинација.
Иако је Џуно биоскопску премијеру требало да доживи 15. децембра 2007, помакнута је за раније како би се искористиле добре рецензије и добро очекивање прије премијере, па се филм у мањем броју биоскопа у Лос Анђелесу и Њујорку почео приказивати већ 5. децембра. Четрнаестог децембра је приказан у још тринаест градова у око 25 биоскопа, док је 25. децембра почела општа дистрибуција.

### Промоција
Ентони Брезникан из USA Today рекао је 2008. да је Џуно један од оних филмова који су „оркестрирани да се глас о њима прошири као фаворит од уста до уста филмофила.“
Након премијере филма, Fox Searchlight је новинарима и критичарима послао хамбургер-телефоне сличне оном који је Џуно користила у филму како би их подстакнуо да рецензирају филм. Иако су телефони оригинално требало да буду дистрибуисани у мањем броју примјерака гледаоцима на промоцијама, компаније неповезане са Fox Searchlightom су почеле производити и продавати телефоне на eBay-у и другим интернет продајним страницама. У мјесецу након премијере телефона, продаја телефона на eBayu је порасла за 759 посто, а Entertainment Weekly га је прогласио једним од „10 кул поклона за обожаватеље филмова.“

### Кућна издања
Филм је 15. априла 2008. објављен на DVDу и Blu-ray диску. Доступан је и у издању са једним DVD-ом који укључује филм са аудио коментаром редитеља Рајтмана и сценаристкиње Коди, једанаест избачених сцена и разним додацима. Двоструко DVD издање укључује исте додатке и четири додатна кратка филма („Way Beyond 'Our' Maturity Level: Juno – Leah – Bleeker“, „Diablo Cody Is Totally Boss“, „Jason Reitman For Shizz“ и „Honest To Blog! Creating Juno“). Blu-ray издање укључује додатке са оба DVD-а и два додатна кратка филма: „Fox Movie Channel Presents: Juno World Premiere“ и „Fox Movie Channel Presents: Casting Session“.

## Реакције

### Зарада
Објављен у ограниченом издању у само седам биоскопа у Лос Анђелесу и Њујорку, Џуно је током првог викенда зарадио 420 113 долара, односно 60 016 долара по приказивању. Кад је Џуно постао први филм Fox Searchlighta који је зарадио више од 100 милиона долара на бокс офису, предсједник компаније Питер Рајс је објавио изјаву: „Ово је невјероватно остварење за нас и филм који је надмашио сва наша очекивања. Били смо свјесни потенцијала филма, а он је одјекнуо међу публиком диљем земље.“ Филм је и Сједињеним Државама зарадио 143 479 191 долара те 84 578 385 долара у осталим територијама, односно укупно 228 057 576 долара. Био је најуноснији филм од њих пет номинованих за Оскар за најбољи филм.

### Критике
Филм велики дио свог успјеха дугује позитивним рецензијама; према подацима од 15. марта 2008. на Rotten Tomatoes-у, 93 посто критичара од њих 183 је позитивно оцијенило филм, а била је и најбоље оцијењена комедија 2007. На Metacritic-у је прикупљено 37 рецензија, а постотак оних позитивних је 81 посто. Роџер Иберт из Chicago Sun-Timesa да је филму четири звјездице и назвао га „најбољим филмом године. (...) Је ли ове године било бољег извођења од оне Елен Пејџ м улози Џуно? Мислим да није.“ Иберт је Џуно прогласио најбољим филмом године.
Али, нису сви критичари имали такво мишљење. Дејвид Еделстин из часописа New York самтра је како се „филм очајно труди утицати на тинејџере, како жели да дјеца користе жаргон и разграбе музику из филма.“

#### „Џуноефекат“
Године 2008, након што је 17 ученица млађих од шеснаест година у Глостеру у Масачусетсу затрудњело, часопис Time је то назвао „Џуно ефектом“. Time је утврдио како су неки одрасли одбацили статистику док су други оптужили филмове као что су Џуно и Заломило се да прославе тинејџерску трудноћу. Kristelle Miller, професорка адолесцентне психологије на универзитету Minnesota-Duluth изјавила је да је „ 'Џуно ефекат' начин на који медији славе трудноћу и како ... трудноћа амортизује све проблеме из прошлости."
У септембру 2008, након што је сенатор Џон Мекејн именовао гувернерку Аљаске Сару Пејлин као своју кандидаткињу за потпредсједницу САД, откривено је како је њена кћерка, 17-годишња Бристол, трудна са другим тинејџером. Новински извјештаји и уводници су писали како је трудноћа Бристол Пејлин само најновија епизода у низу догађаја чији је дио и Џуно док су коментатори правили поређења између трудноће Бристол Пејлин и филма. Познати уредник New Republica Leon Wieseltier је написао: „Републиканци су хтјели нови дијалог, а и добили су га. Џуно је Џуно.“ Роџер Фридман из Foxnewsa се чудио, „Џуно је нарушио и освијетлио конзервативне вриједности. Питање је, хоће ли се околина око Бристол Пејлин понашати као према Џуно? Или ће је одбацити јер се довела у ту ситуацију?“
Глумац Џејсон Бејтман је бранио филм. „Нажалост“, рекао је, „имали смо такве појаве кад су разни типови убијали људе због нечег што су чули у рок ен рол пјесмама или сличном смећу. Гледајте, ако кривите филм или пјесму за своје поступке, били они добри или лоши, мислим да тражите погрешне утицаје. Мислим да би људи требало да погледају на друга подручја свог живота како би нашли лекције и смјернице, углавном родитеље, или професоре, или пријатеље, или било кога другог. На те ствари би требало да усмјере своје очи и уши.“

### Топ десет листе
Филм се појавио на многим топ десет листама за најбољи филм 2007. године:
| - 1. – Роџер Иберт, Chicago Sun-Times- 1. – (уредништво часописа) - 1. - Ден Плезерин, - 2. - Канцеларија Америчке католичке бискупске конференције за филм и телевизију (заједно са филмом Bella) - 3. – Дејвид Џермејн, Асошијетед Прес - 4. – , - 4. – , - 4. - , - 4. – , - 6. – , - 6. – , | - 6. – , - 6. – , The Globe and Mail - 6. – , - 7. – , Лос Анђелес Тајмс - 7. – , - 10. – , (заједно са филмовима Заломило се и Superbad) - 10. – , (заједно са филмом Заломило се) - 10. – , |

### Награде и номинације
Филм је био номинован за четири Оскарa: најбољи оригинални сценарио (који је добила Дијабло Коди), најбољи филм, најбољег режисера и најбољу глумицу за Елен Пејџ.
Рајтман је изразио разочарење што Џуно није био номинован за канадске Гени награде: „Редитељ је канадски, звијезде су канадске, глумци су канадски, екипа је канадска, сниман је у Канади - како нисмо подесни за Грни награде кад су Источњачка обећања Дејвида Кронберга о Русима који живе у Лондону сниман у Енглеској са британском екипом и глумцима подесан? Жао ми је, али ми то неко мора објаснити, није ми јасно.“ Сара Мортон, предсједница Канадске академије филма и телевизије, објавила је изјаву да студио није пријавио филм за награде. The Hollywood Reporter је објабио да правила Генија дефинишу канадске филмове као оне који су барем дијелом финансирани из канадских извора, а будући да су америчке компаније Mandate Pictures и Fox Searchlight филе једини финансијери филма, Џуно није могао бити номинован. Без обзира на то, портпарол Гени награда Крис Макдувал је рекао како филм није ни узет у разматрање за номинације јер није био ни пријављен: „Финансирање је само један од критеријума, али не и сви.“ Упркос томе, филм се 2008. такмичио за Канадске комичарске награде, остваривши двије побједе од три номинације.
| Удружење/награда                                                    | Категорија                             | Побједник/Номиновани                                                                             | Резултат |
| ------------------------------------------------------------------- | -------------------------------------- | ------------------------------------------------------------------------------------------------ | -------- |
| БАФТА награде                                                       | Најбоља глумица                        | Елен Пејџ                                                                                        | Не       |
| БАФТА награде                                                       | Најбољи оригинални сценарио            | Дијабло Коди                                                                                     | Да       |
| Цех америчких глумаца                                               | Најбоља глумица                        | Елен Пејџ                                                                                        | Не       |
| Цех америчких сценариста                                            | Најбољи оригинални сценарио            | Дијабло Коди                                                                                     | Да       |
| Канадске комичарске награде                                         | Најбоља глумица                        | Елен Пејџ                                                                                        | Да       |
| Канадске комичарске награде                                         | Најбољи глумац                         | Мајкл Сера                                                                                       | Не       |
| Канадске комичарске награде                                         | Најбољи редитељ                        | Џејсон Рајтман                                                                                   | Да       |
| Национална канцеларија за критику                                   | Најбоља нова глумица                   | Елен Пејџ                                                                                        | Да       |
| Национална канцеларија за критику                                   | Најбољи оригинални сценарио            | Дијабло Коди                                                                                     | Да       |
| Награда                                                             | Најбоља главна глумица                 | Елен Пејџ                                                                                        | Да       |
| Награда                                                             | Најбољи филм                           |                                                                                                  | Да       |
| Награда                                                             | Најбољи сценарио                       | Диајбло Коди                                                                                     | Да       |
| Награда                                                             | Најбољи редитељ                        | Џејсон Рајтман                                                                                   | Не       |
| Нагарада Сателит                                                    | Најбоља глумица - комедија или мјузикл | Елен Пејџ                                                                                        | Да       |
| Нагарада Сателит                                                    | Најбољи филм - мјузикл или комедија    |                                                                                                  | Да       |
| Награде                                                             | Најбоља комедија                       | Најбоља комедија                                                                                 | Да       |
| Награда римског филмског фестивала                                  | Најбољи филм                           | Најбољи филм                                                                                     | Да       |
| Оскари                                                              | Најбоља глумица                        | Елен Пејџ                                                                                        | Не       |
| Оскари                                                              | Најбољи филм                           |                                                                                                  | Не       |
| Оскари                                                              | Најбољи оригинални сценарио            | Дијабло Коди                                                                                     | Да       |
| Оскари                                                              | Најбољи режисер                        | Џејсон Рајтман                                                                                   | Не       |
| Удружење телевизијских, радијских и интернетских филмских критичара | Најбоља глумица                        | Елен Пејџ                                                                                        | Не       |
| Удружење телевизијских, радијских и интернетских филмских критичара | Најбоља глумачка екипа                 | Елен Пејџ, Мајкл Сера, Џ. К. Симонс, Оливија Трилби, Алисон Џени, Џенифер Гарнер и Џејсон Бјтман | Не       |
| Удружење телевизијских, радијских и интернетских филмских критичара | Најбоља комедија                       | Најбоља комедија                                                                                 | Да       |
| Златни глобуси                                                      |                                        |                                                                                                  |          |
| Најбоља глумица - комедија или мјузикл                              | Елен Пејџ                              | Не                                                                                               |          |
| Најбољи филм - комедија или мјузикл                                 |                                        | Не                                                                                               |          |
| Најбољи сценарио                                                    | Дијабло Коди                           | Не                                                                                               |          |

## Музика из филма
Музика за филм, Music from the Motion Picture Juno, укључује деветнаест пјесама Берија Луиса Полисара, Belle & Sebastiana, Бадија Холија, Кета Пауера, The Kinksa, Mott the Hooplea, Sonic Youtha и The Velvet Undergrounda, те Кимије Доусон и њених бивших бендова The Moldy Peaches и Ентси Пентс. Под етикетом Rhino Entertainmenta, албум је посао најпродаванији саундтрек послије оног из филма Комади из снова, први најпродаванији Fox-ов саундтрек послије Титаник, те први Ринов амерички албум број један.
Rhino је у марту 2008. објавио да ће Juno B-Sides: Almost Adopted Songs (албум са пјесмама које су биле у конкуренцији, али нису уврштене на саундтрек) бити доступан саму у дигиталном издању. Петнаест бројева укључује пјесме раније споменутих музичара, Кимије Доусон, Берија Луиса Полисара, Belle & Sebastiana и Бадија Холија, као и Аструд Џилберто, The Bristolsa,Jr. James & The Late Guitar, Trio Los Panchos, Yo La Tengo и Елен Пејџ која пјева „Zub, Zub“, пјесму Дијабло Коди у дијелу сценарија који је касније постао избачена сцена. Албум је објављен 13. маја 2008.

### Попис пјесама
1. „“ -  и Ентси Пентс
2. „“ - Ентси Пентс
3. „“ - Елен Пејџ и Мајкл Сера